# Lluís Mas
Lluís Guillermo Mas Bonet (nascido em 15 de janeiro de 1989, em Ses Salines) é um ciclista espanhol. Atualmente, compete para a equipe Caja Rural.